# Odszpuntowanie beczki
Odszpuntowanie beczki oznacza wbicie kranika do wypełnionej najczęściej piwem beczki drewnianej przy pomocy wbijaka. Odszpuntowanie beczki jest niezbędne w przypadku beczek niezaopatrzonych w kranik. Nowoczesne beczki z tworzywa sztucznego lub aluminium (Keg) wyposażone są w odpowiedni kranik lub możliwość jego zamontowania.

## Znaczenie kulturowe
Odszpuntowanie beczki oznacza jej napoczęcie, które najczęściej wiąże się z uroczystą ceremonią. Odszpuntowania dokonuje gospodarz danej imprezy lub jej najważniejszy gość, a zasadą jest, aby wbić kran możliwie jak najmniejszą liczbą uderzeń i w taki sposób, by rozlać jak najmniej piwa. Odszpuntowanie beczki rozpoczyna uroczystą degustację danego piwa lub całą imprezę.